# Eliza Douglas
Eliza Douglas (ur. 1984) – amerykańska artystka malarka mieszka i pracuje we Frankfurcie nad Menem i w Nowym Jorku.

## Edukacja
Douglas dorastała w West Village w Nowym Jorku. Skończyła wydział filmowy na Bard College, w latach 2015–2017 była też studentką Städelschule we Frankfurcie nad Menem, gdzie studiowała w pracowni Willem de Rooij.

## Kariera artystyczna
Douglas pracuje jako artystka multimedialna i modelka. Rozpoczęła pracę jako artystka malarka już w czasie studiów w Städelschule. Jej malarstwo charakteryzuje się połączeniem realizmu, abstrakcji i poczucia humoru. W niektórych pracach zatrudnia innych malarzy do wykonania technicznych detali swoich prac.
Artystka współpracowała m.in. z Anne Imhof, czy z Puppies Puppies. W jej realizacjach widać inspiracje twórczością takich artystek jak Monika Baer czy Maria Lassnig.
Prace Douglas były eksponowane w Museum Folkwang w Essen, Schinkel Pavillon w Berlinie, a także w Jewish Museum w Nowym Jorku
Douglas pracowała także jako modelka dla firmy Balenciaga i Vetements.

## Performance
Eliza Douglas jest najbardziej znana ze współpracy z niemiecką artystką Anne Imhof. Douglas współtworzyła muzykę oraz występowała w performansie Imhof FAUST pokazanym w pawilonie niemieckim na 57 Biennale Sztuki w Wenecji, który zdobył główną nagrodę Złotego Lwa w 2017 roku. Imhof i Douglas tworzą też razem obrazy. Douglas występowała następnie w performansie Imhof Sex, w 2019 w Tate Modern i w Art Institute of Chicago.

## Życie prywatne
Douglas jest prawnuczką Dorothy Wolff Douglas, profesor ekonomii na Smith College, której dedykowała swoje prace: Shadow and Light i Blood and Bones pokazane w Jewish Museum w Nowym Jorku

## Wybrane wystawy solowe
- Eliza Douglas, Jewish Museum, New York, 2018[5]
- Old Tissues Filled with Tears, Schinkel Pavillion, Berlin, 2017[10]
- My Gleaming Soul, Museum Folkwang, Essen, 2017[11]
- My Gleaming Soul, Nassauisher Kunstverein, 2017[12]